# Саяны (стадион)
Стадион «Саяны» — многофункциональное спортивное сооружение в г. Абакан, Россия (адрес: 655017, ул. Чкалова, 39).
Домашняя арена хоккейного клуба «Саяны-Хакасия». Директором является Астоян Юрий Степанович.

## История сооружения
Исторически место, на котором ныне расположен спортивный комплекс «Саяны», использовалось для проведения различных спортивных мероприятий ещё в начале XX века.
Из архивных документов известно, что уже в 1928 году на спортивной площадке, расположенной на этой территории, прошли соревнования по лёгкой атлетике.
В 1940 году первые международные соревнования, в которых участвовали спортсмены Хакасии, прошли на городском стадионе, построенного к тому времени на данной территории. Это были матчи по футболу между командами Хакасии и Тувы.
В 1946 году первая послевоенная спартакиада Хакасской автономной области прошла на обновлённом центральном стадионе. Были построены деревянные трибуны с ложей для почётных гостей, сделаны раздевалки и душевые помещения, построены волейбольная, баскетбольная и городошная площадки; установлен боксёрский ринг.
С появлением в 1968 году в городе команды мастеров по футболу на северной стороне стадиона была построена ещё одна трибуна, и в результате стадион мог вместить до 11 тысяч болельщиков.
В разные годы стадион носил различные названия: «Искра», «Динамо», «Строитель», «Спартак».
В 1984 году было принято совместное постановление обкома КПСС, облисполкома, облсовпрофа и Российского спортивного общества «Спартак» о развитии физкультурного и спортивного движения в Хакасской автономной области. В рамках этого постановления была предусмотрена реконструкция старого стадиона «Строитель».
В одном из пунктов этого Постановления подразумевалась реконструкция старого деревянного стадиона «Строитель». В результате этой «реконструкции» в столице Хакасии появился самый современный на тот период стадион, получивший впоследствии название «Саяны».
Руководил стадионом в этот начальный период принятия решения о реконструкции и первой очереди строительства – Игнатьев Николай Александрович.
В последующие годы директорами спортивного учреждения являлись:
- Васильев Сергей Николаевич (сентябрь – декабрь 1986г.);
- Логачев Виктор Николаевич (1987 – 1996 г.г.);
- Сапожников Игорь Евгеньевич (1996 – 2008г.г.);
- Кретов Владимир Константинович (декабрь 2008г - август 2018 г.).

Под флагом этой реконструкции фактически был построен новый современный красавец – стадион с самыми лучшими на то время беговыми дорожками, с прекрасными раздевалками и прочей современной инфраструктурой.
Стадиону было дано наименование «Саяны», так как он стал базовым спортивным сооружением для команды мастеров по хоккею с мячом «Саяны» (Абакан).
Всё строительство 20-тысячного стадиона заняло чуть более 2-х лет. Летом 1985 года были снесены деревянные трибуны, а 25 ноября 1987 года был подписан акт сдачи в эксплуатацию нового стадиона.
Ещё в стадии строительства в марте 1986 года на стадионе состоялись игры по хоккею с мячом зимней Спартакиады народов СССР. В ноябре 1986 и 1987 годов прошли Международные соревнования по хоккею с мячом  «Кубок Европейских чемпионов», в феврале 1988 года так называемый малый чемпионат мира по хоккею с мячом; Международные соревнования на призы газеты «Советская Россия», где принимали участие команды СССР, Швеции, Финляндии, Норвегии, Соединённых Штатов Америки, Венгрии.
Первый международный турнир по вольной борьбе И. Ярыгина, первая детская Сибириада, Спартакиада народов Сибири, Чемпионаты Сибири по лёгкой атлетике  проходили на стадионе в середине 1990-х годов.
С 2009 года спорткомплекс «Саяны» переходит в муниципальную собственность муниципального образования город Абакан. За период с 2009 года по 2013 год на территории спортивного комплекса построены две баскетбольные площадки, два теннисных корта, с высококачественным искусственным покрытием, искусственное   футбольное поле. Установлены современные пластиковые сидения на всех четырёх трибунах стадиона. На главной арене комплекса могут разместиться до 18 000 тысяч  зрителей. В 2014 году планировалось открытие волейбольных  площадок.
На спортивных сооружениях комплекса занимаются несколько городских и республиканских спортивных  школ:
- МБУ  "СШ по хоккею с мячом";
- МБУ  "СШОР по лёгкой атлетике";
- МБУ  "КСШ", отделение футбола;
- ГАУ РХ "СШОР им.В.И. Чаркова", отделение тяжёлой атлетики.
- МБУ  "СШ единоборств", отделение тхэквондо;

Дополнительным направлением деятельности спорткомплекса «Саяны» является проведение концертов. В 1989 году состоялся первый звёздный  концерт группы «Мираж». В разное время в спортивном комплексе «Саяны» состоялись концерты Александра Серова, Ирины Отиевой, Геннадия Хазанова, Надежды Бабкиной, Валерии, Ванессы Мэй, групп «Балаган лимитед», Хор Турецкого и многих других. 
Каждое лето на спорткомплексе проводятся массовые культурно-зрелищные мероприятия, такие как «Выпускник», «День города» и т.д.
Спортивный комплекс «Саяны» это центр массового и любительского спорта, одно из любимых мест активного отдыха в центре города Абакана.
На основании Постановления  Главы города Абакана от 11 марта 2016 года «О реализации мероприятий по внедрению Всероссийского физкультурного комплекса «Готов к труду и обороне» (ГТО)». Создан центр тестирования ГТО.

### Важные даты
- 1928 год — первые соревнования по лёгкой атлетике на деревянном стадионе
- 1940 год — международный футбольный матч сборных Хакасии и Тувы.
- 1970 год — старт городской футбольной команды «Строитель» в Чемпионате СССР, 2-я лига класса „Б“.
- 1985 год — начало реконструкции городского стадиона в связи с выходом хоккейной команды «Саяны» (Абакан) в высшую лигу чемпионата СССР по хоккею с мячом.
- 25 ноября 1987 года — торжественное открытие спорткомплекса «Саяны» [3]

### Крупные турниры
- С 6 по 11 февраля 2012 года стадионе прошёл 2-й этап II зимней Спартакиады молодёжи России, среди команд Сибирского федерального округа.
- С 14 по 16 декабря 2012 года прошёл XX международный турнир на призы Правительства РФ.